# Callistosporium palmarum
Callistosporium palmarum là một loài nấm trong họ Tricholomataceae, và là loài tiêu biểu của chi Callistosporium. Ban đầu được đặt tên là Gymnopus palmarum bởi William Alphonso Murrill năm 1939, loài này đã được chuyển qua chi Callistosporium bởi Rolf Singer năm 1944.